# Hřib mokřadní
Hřib mokřadní (Xerocomellus ripariellus (Redeuilh) Šutara 2008) je vlhkomilná houba z čeledi hřibovitých, která se řadí do okruhu hřibu žlutomasého („babky“). Tento druh je známý relativně krátkodobě, donedávna byl zaměňován s jinými příbuznými houbami podobného vzhledu.

## Synonyma
- Boletellus catalaunicus Poder, Moreno, Rocabruna et Tabarés 1997[2]
- Boletellus ripariellus (Redeuilh) Redeuilh 1997
- Boletus ripariellus (Redeuilh) Watling & A.E. Hills 2004
- Xerocomellus ripariellus (Redeuilh) Šutara 2008[3]
- Xerocomus ripariellus Redeuilh 1997

česká jména
- hřib lužní[4]
- hřib mokřadní[1]
- suchohřib pobřežní

## Vzhled

### Makroskopický
Klobouk dosahuje 30 - 65 milimetrů, v mládí je polokulovitý, v dospělosti klenutý, ve stáří až poduškovitý. Zbarvený je cihlově, krvavě a purpurově červeně, někdy vybledá. Povrch je v mládí sametový, u starších plodnic až plstnatý, postupně rozpukavá na políčka.
Rourky jsou 5 - 8 (10) milimetrů dlouhé, společně s póry mají světle až sytě žluté zbarvení, stárnutím přecházejí do olivové. Ústí mají později hranatá, 1 - 2 milimetry velká.
Třeň dosahuje 40 - 65 × 7 - 15 (20) milimetrů, má téměř válcovitý tvar a žlutý až bledě žlutavý povrch bez síťky. Spodní polovina může být zbarvena načervenale nebo lehce purpurově, případně nést červené skvrny. Povrch kryjí žlutá, načervenalá nebo červenohnědá plstnatá zrníčka, po otlačení modrá.
Dužnina houby je bledě žlutá až bělavá, v dolní polovině třeně může mít vínové či načervenalé zabarvení, v bázi až hnědé. Na řezu viditelně modrá. Chuť i vůně jsou mírné, nenápadné.

### Mikroskopický
Výtrusný prach je olivově hnědý, spóry dosahují (100) 11 - 15 (16,5) × (4) 4,5 - 5,5 (6) μm. Povrch je podélně žíhaný, což je patrné i pod světelným mikroskopem. Pokožku klobouku tvoří palisádoderm, jehož inkrustované hyfy mají průměr v rozmezí 8 - 28 μm.

## Výskyt
Roste na vlhkých stanovištích s kyselým podložím, v blízkosti potůčků, mokřin nebo terénních prohlubní, kde se setrvale nebo alespoň po část roku drží voda. Byl zaznamenán pod topoly, olšemi, vrbami a duby. Mimo Českou republiku byl nalezen pod duby a olšemi a dále ve smíšeném porostu tvořením dubem cesmínovitým, kaštanovníkem setým, bukem lesním, olší lepkavou, topoly a jasany. Protože byl popsán teprve nedávno, nejsou jeho ekologické nároky v odborné literatuře zcela přesně vymezeny.

## Rozšíření
Hřib mokřadní byl donedávna zaměňován za jiné druhy podobného vzhledu, takže není rozšíření zcela známé. Potvrzen je výskyt v České republice, Francii a Španělsku.

## Záměna
Podobá se některým druhům rodu Xerocomellus, které se vyznačují kloboukem zbarveným v různých odstínech červené. Oproti většině z nich se odlišuje růstem na výrazně vlhkých stanovištích a mikroznaky (především podélně žíhaným povrchem výtrusů).
- hřib červený (Hortiboletus rubellus) - povrch klobouku obvykle nerozpraskává
- hřib Engelův (Hortiboletus engelii) - povrch klobouku obvykle nerozpraskává
- hřib Markův (Xerocomellus marekii)
- hřib meruňkový (Rheubarbariboletus armeniacus)
- hřib políčkatý (Xerocomellus cisalpinus)

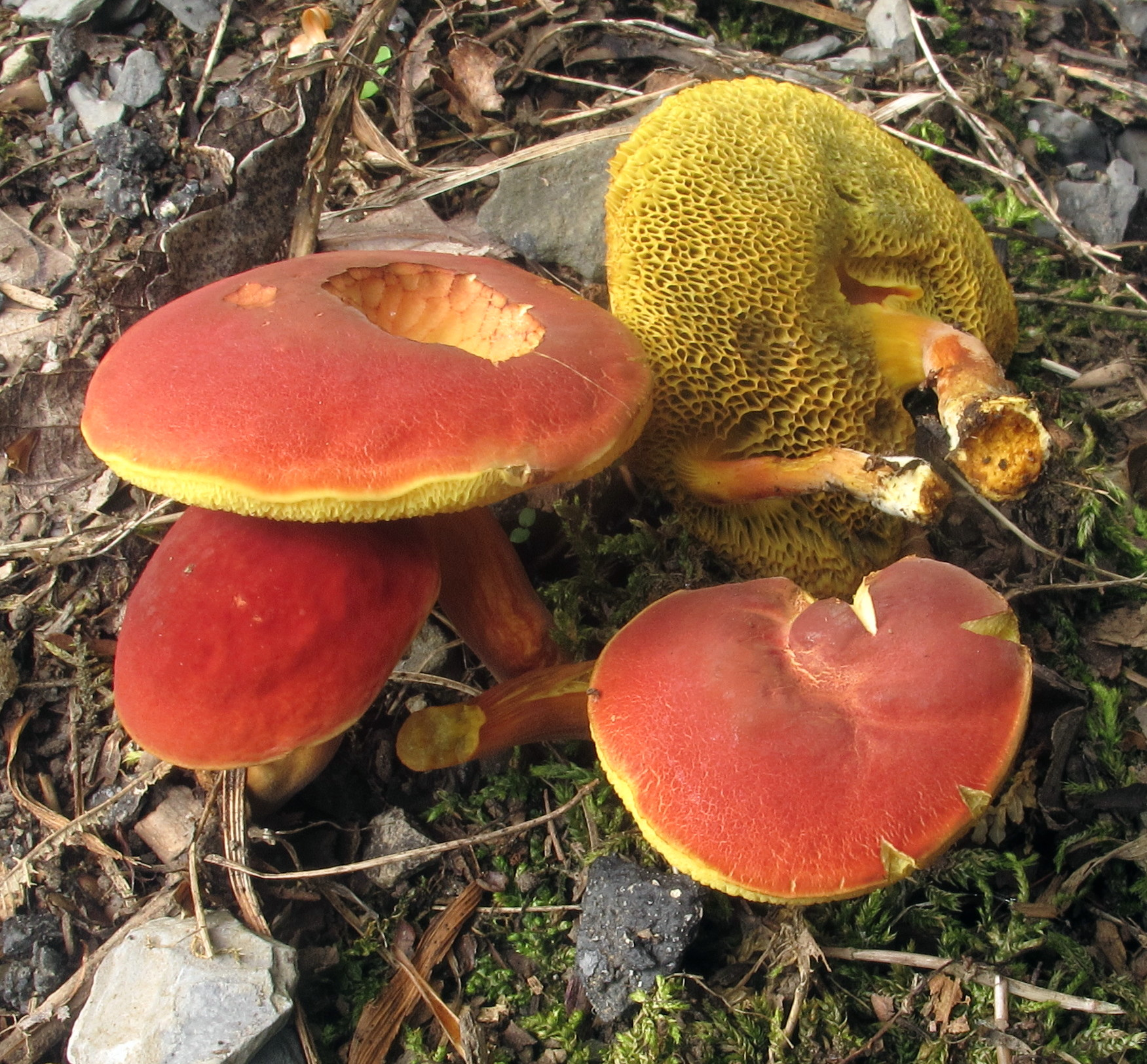
hřib červený
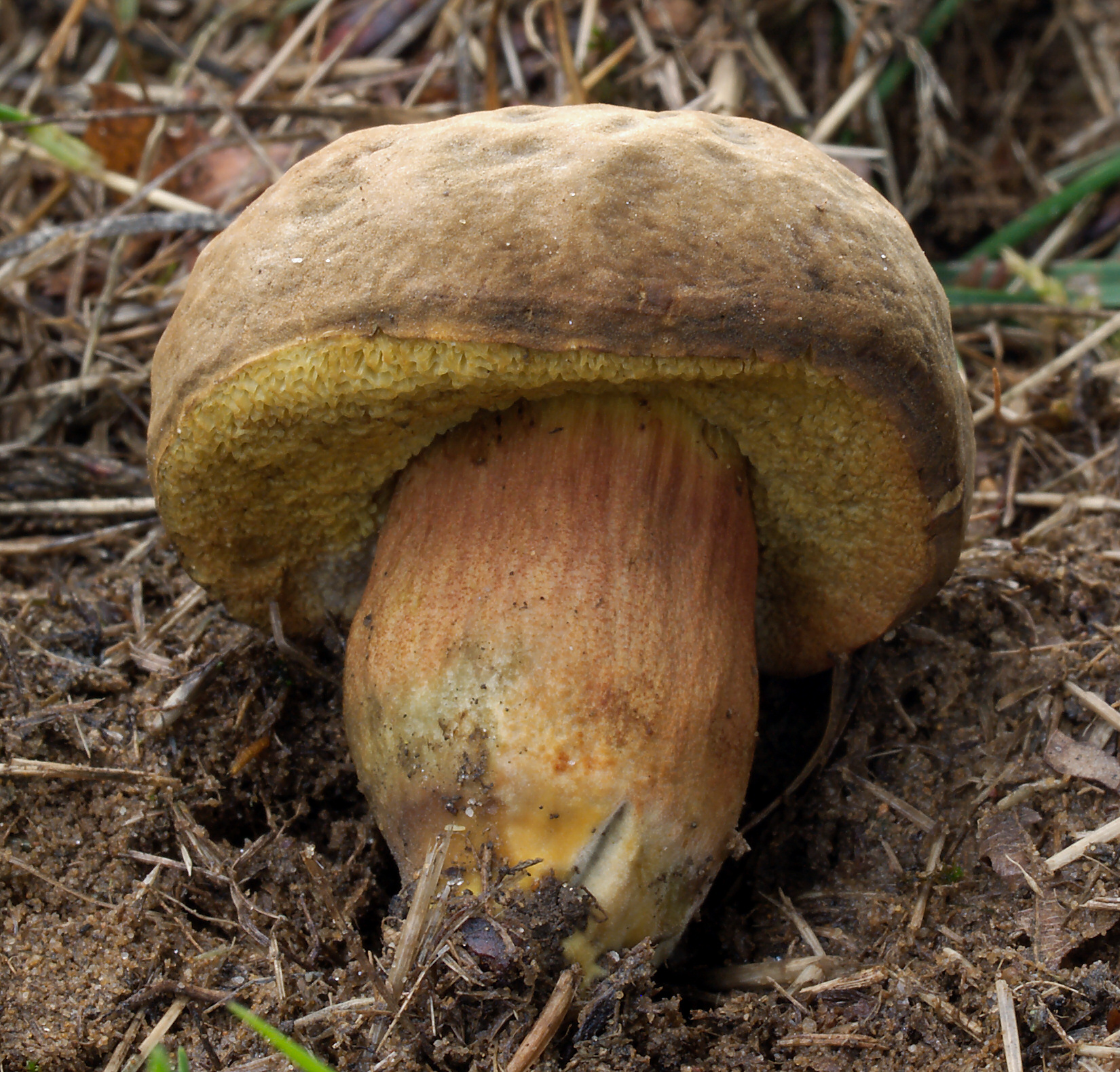
hřib Engelův
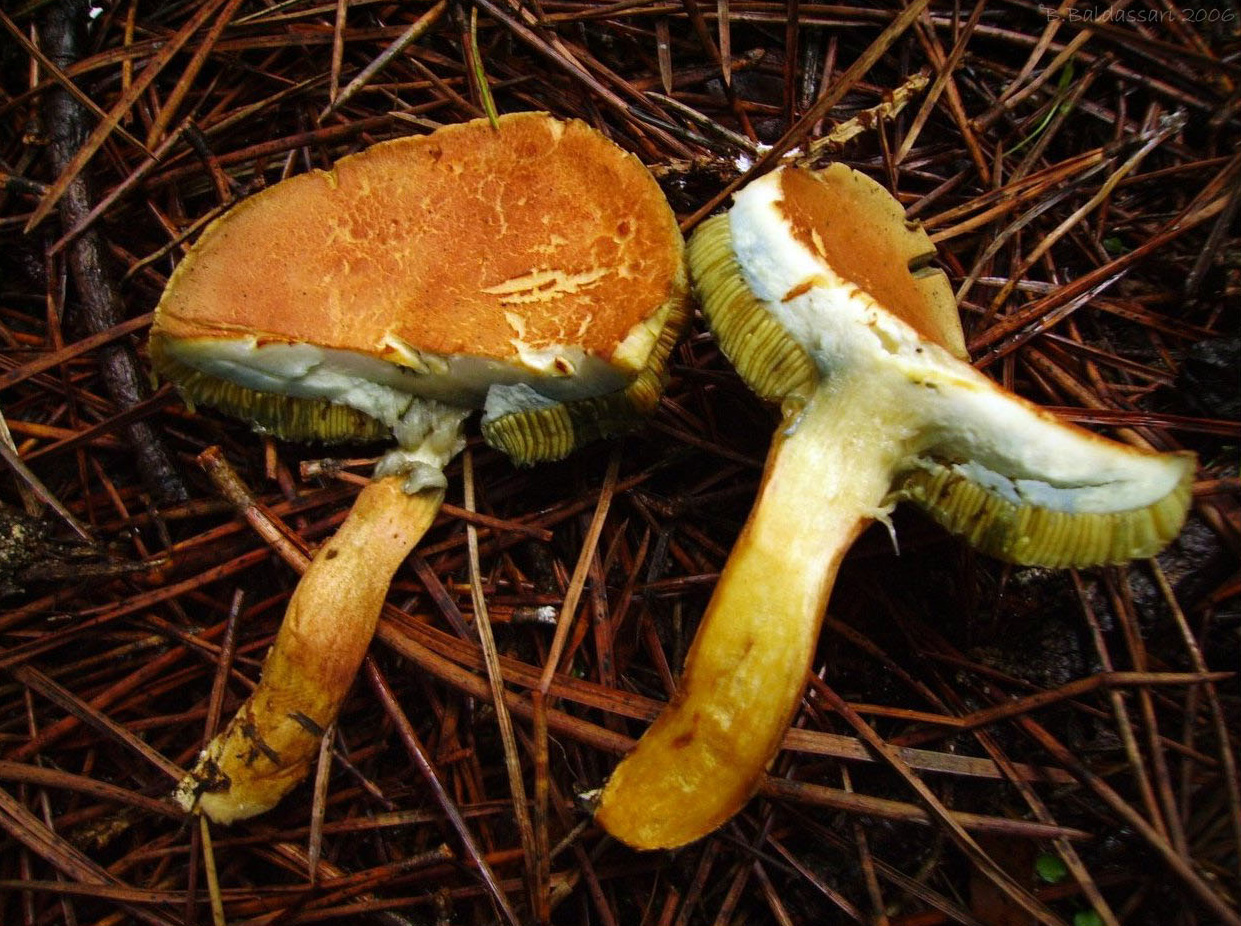
hřib meruňkový
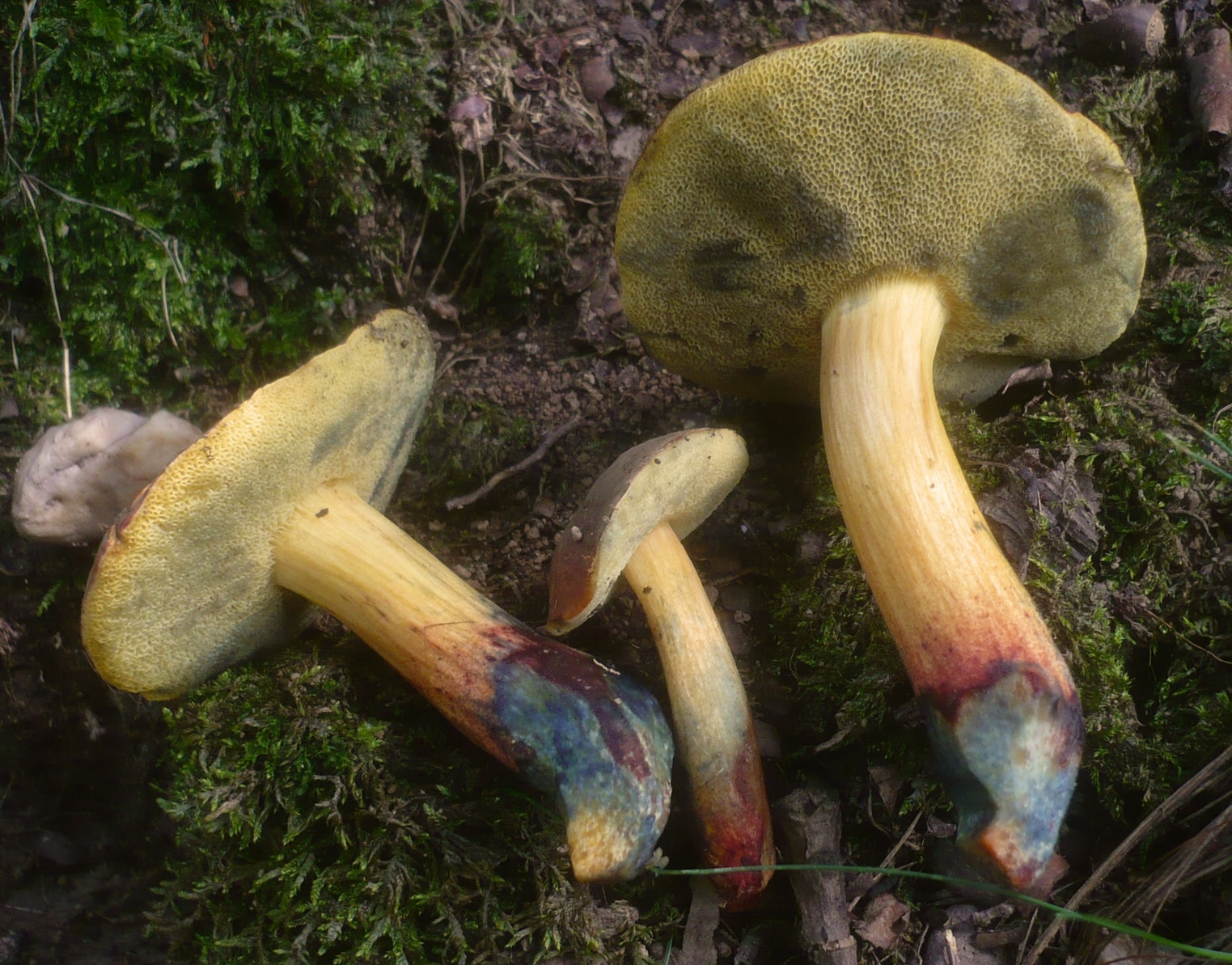
hřib políčkatý

## Ochrana
Hřib mokřadní je zařazen do Červeného seznamu hub České republiky jako druh, o jehož rozšíření nejsou dostatečné údaje. Neměl by proto být sbírán pro kuchyňské použití; nálezy je vhodné předat mykologickým pracovištím.